# Луза (Вологодская область)
Луза — деревня в Великоустюгском районе Вологодской области.
Входит в состав Покровского сельского поселения (с 1 января 2006 года по 13 апреля 2009 года входила в Викторовское сельское поселение), с точки зрения административно-территориального деления — в Викторовский сельсовет.

## География
Расстояние до районного центра Великого Устюга по автодороге — 59 км, до центра муниципального образования Ильинского по прямой — 4 км. Ближайшие населённые пункты — Биричево, Тараканово, Лаврешово.

## История
В 1966 году указом президиума ВС РСФСР деревня Гробищево переименована в деревню Луза.

## Население
| 2002 | 2010 | 2013 | 2014 |
| ---- | ---- | ---- | ---- |
| 2    | ↘0   | →0   | →0   |